# Piletocera phaeocraspedalis
Piletocera phaeocraspedalis is een vlinder van de familie van de grasmotten (Crambidae). De wetenschappelijke naam van deze soort is voor het eerst voorgesteld door George Francis Hampson in een publicatie uit 1907.
De soort komt voor op de Solomonseilanden.